# U 142 (U-Boot, 1918)
U 142  war ein Unterseekreuzer der deutschen Kaiserlichen Marine, der am Vorabend des Waffenstillstandes am Ende des Ersten Weltkriegs durch Korvettenkapitän Erich Eckelmann in Dienst gestellt und danach wieder in die Werft gebracht wurde. Eckelmann hatte zuvor den U-Kreuzer U 155 kommandiert.

## Besonderheiten
U 142 ist bisher (Stand 2024) das größte je in Dienst gestellte Kampf-U-Boot einer deutschen Marine. Es übertraf die größten U-Boote des deutschen Typs X im Zweiten Weltkrieg. Das auch U-Schiff genannte und durch seine Größe wohnliche Boot galt als tauchfähiges Überwasserschiff. U 142 besaß neben sechs Torpedorohren und bis zu 24 Torpedos eine vergleichsweise starke Deckartillerie mit mehreren Geschützen. Es war daher sowohl für den uneingeschränkten U-Boot-Krieg als auch für den Handelskrieg nach Prisenordnung geeignet. Ein mitgeführtes Prisenkommando, bestehend aus einem Offizier und 20 Mann, sollte das Auf- und etwaige Einbringen von Handelsschiffen erleichtern. Die Entwicklung kam allerdings zu spät, um sich auf den Kriegsverlauf auswirken zu können.